# Nekselø Bugt
La Nekselø Bugt est une baie du Danemark dans le Seeland.

## Géographie
Nekselø Bugt est une baie du Kattegat située entre Nekselø et Ordrup Næs, au nord-ouest du Seeland. Dans sa largeur maximale, elle mesure environ sept kilomètres. Elle est classée comme zone de conservation par Natura 2000.